# Viennotaleyrodes bergerardi
Viennotaleyrodes bergerardi là một loài côn trùng cánh nửa trong họ Aleyrodidae, phân họ Aleyrodinae.
Viennotaleyrodes bergerardi được Cohic miêu tả khoa học đầu tiên năm 1966.